# Genussa vicina
Genussa vicina là một loài bướm đêm trong họ Geometridae.